# Marte Vallis

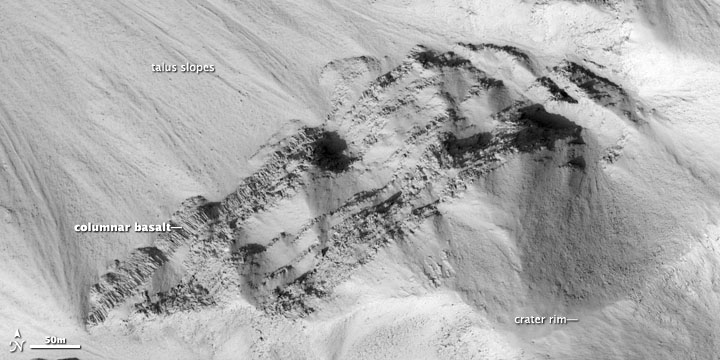
Disjuncions columnars en basalt, Marte Vallis. Imatge cortesia de la High Resolution Imaging Science Experiment, Universitat d'Arizona.

Marte Vallis és una vall en el quadrangle d'Amazonis de Mart situat a 15 Nord i 176,5 Oest. Té una longitud de 185 km i va ser anomenat així per la paraula per denominar en castellà "Mart". S'ha identificat com un canal de sortida, tallat en el passat geològic per l'alliberament catastròfic de l'aigua dels aqüífers sota la superfície marciana.
Marte Vallis és el lloc del primer descobriment d'unions columnars a Mart. L'articulació de columnes es forma sovint quan la lava basàltica es refreda.

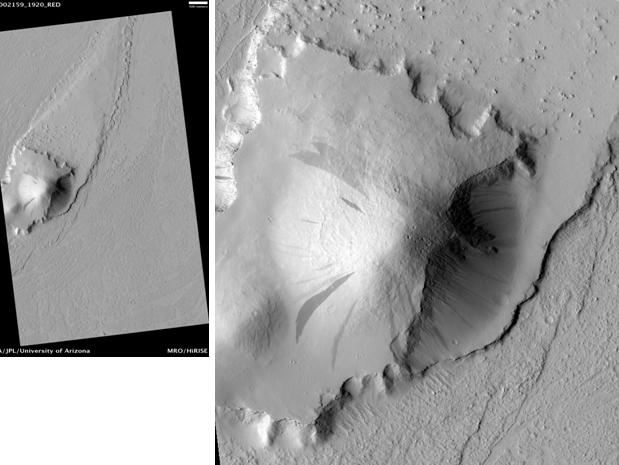
Illa aerodinàmica a Marte Vallis, tal com va veure HiRISE. La imatge ampliada ofereix una bona vista de les ratlles del pendent. L'illa està just a l'oest del cràter Pettit. La barra d'escala és de 500 metres de longitud.
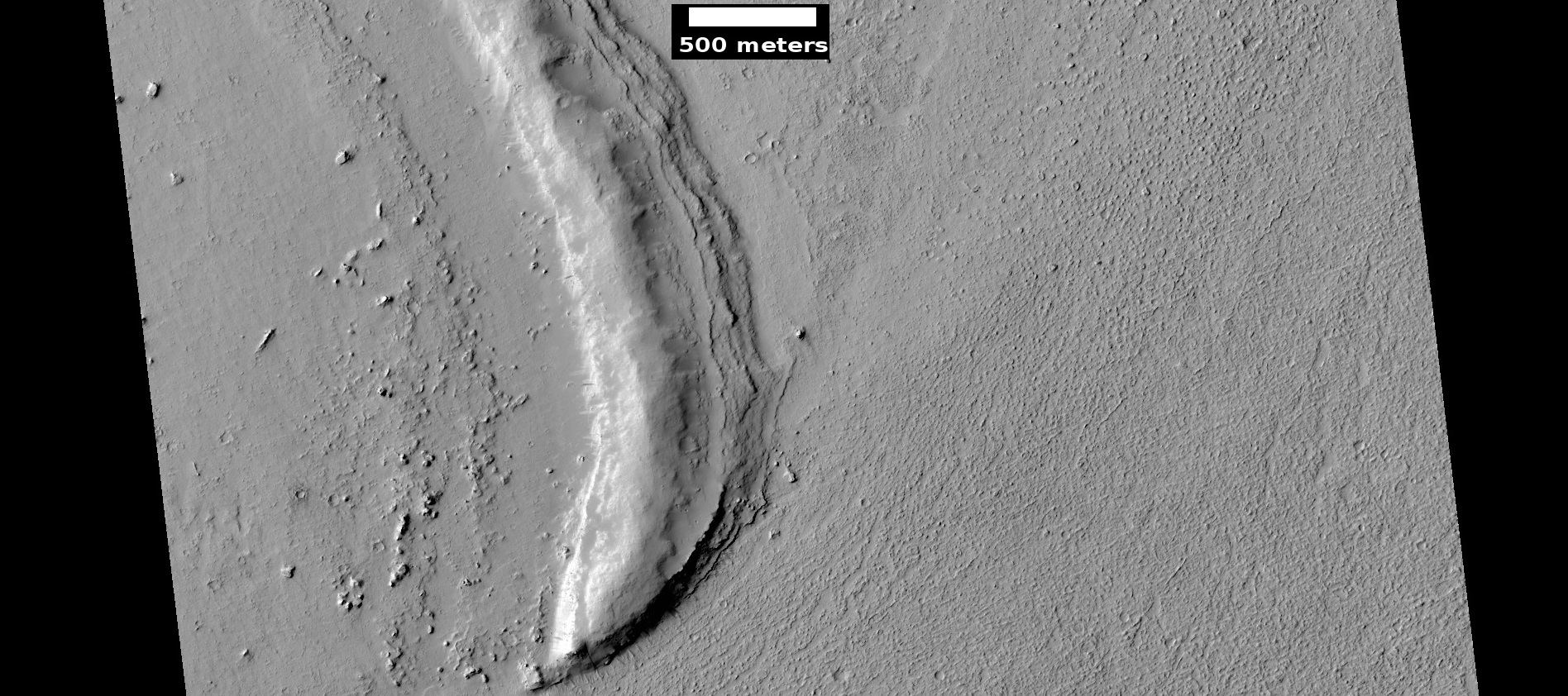
Capes en la vora del vell cràter, a Marte Vallis, tal com les veu HiRISE al programa HiWish
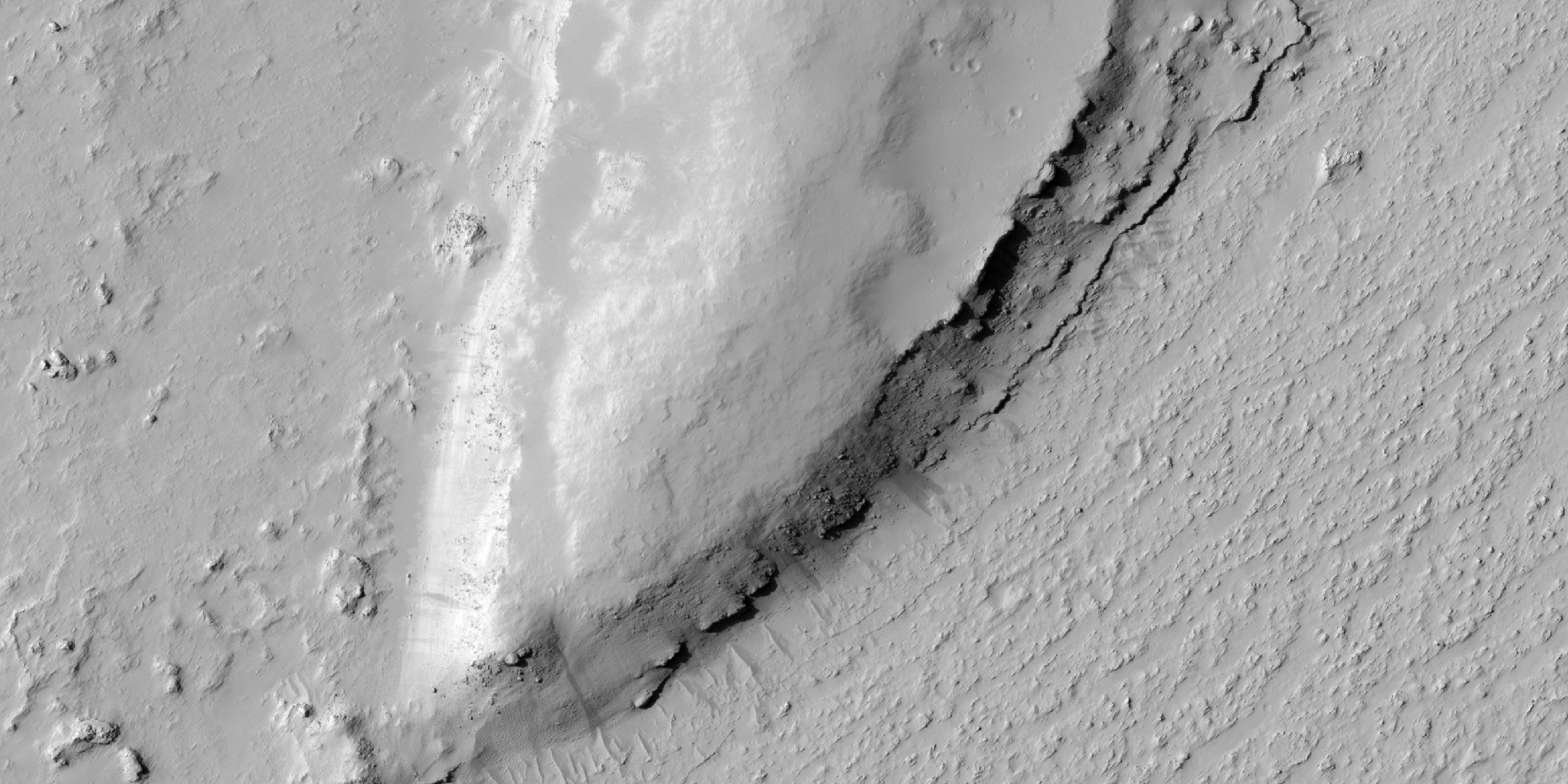
Vista propera de les capes de la imatge anterior, com es veu per HiRISE al programa HiWish. Algunes ratlles del pendent són visibles.
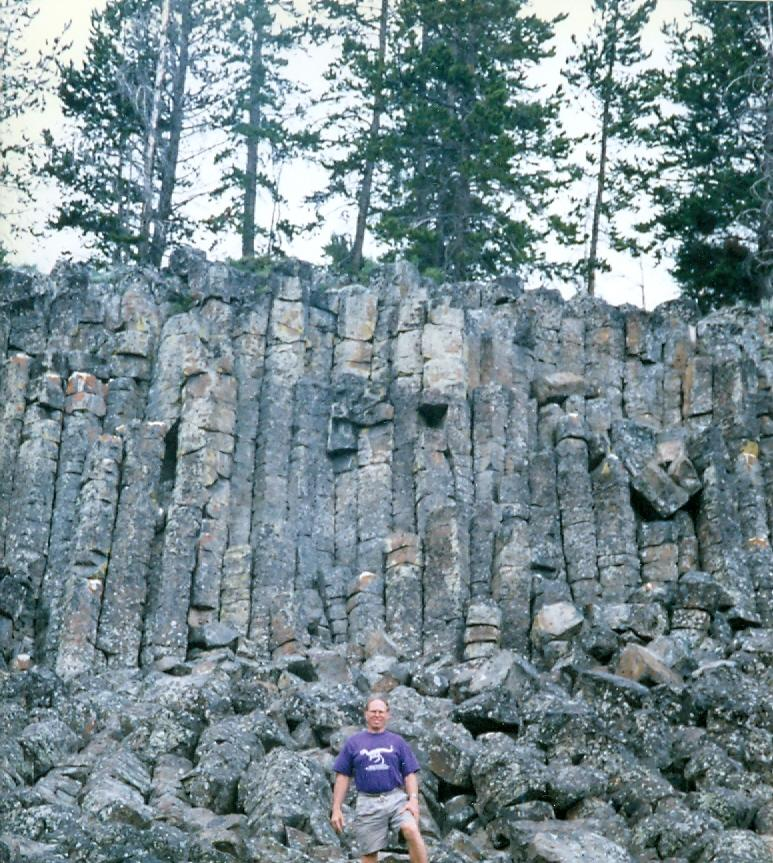
Disjunció columnar al Parc Nacional Yellowstone.
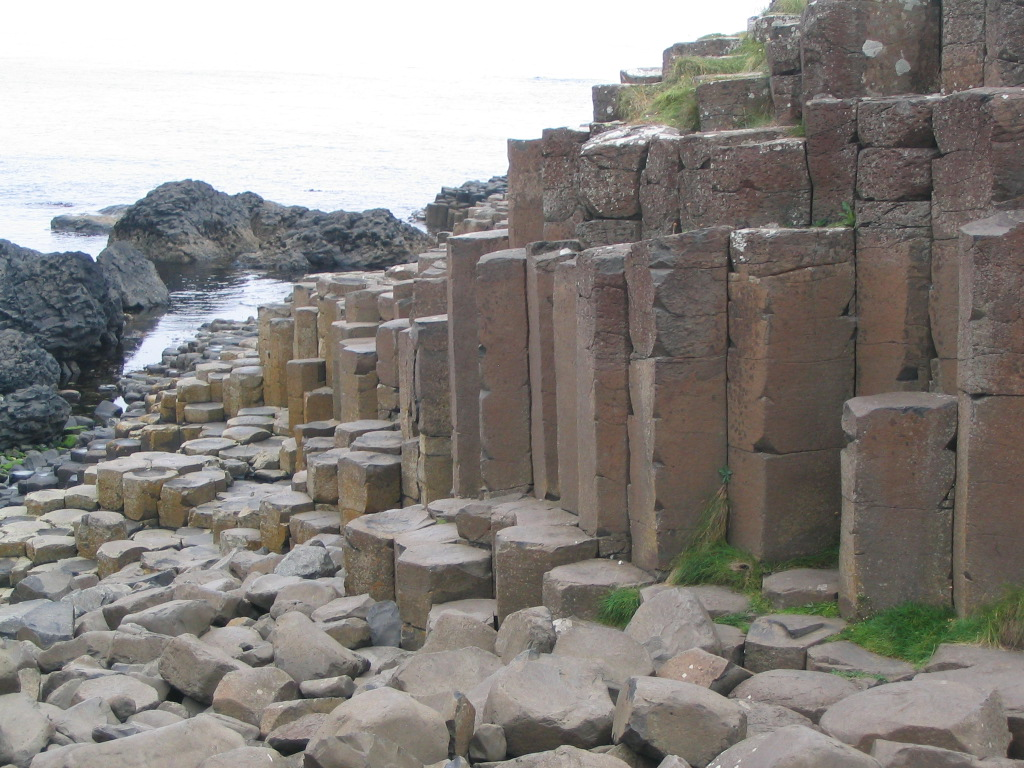
Disjunció columnar en el basalt de la Calçada dels Gegants a Irlanda del Nord